# Fan (Albânia)
Fan é uma comuna (em albanês:  komuna) da Albânia localizada no distrito de Mirditë, prefeitura de Lezhë.